# Sundbybergs IK
Sundbybergs IK ist ein schwedischer Sportverein aus Sundbyberg. Der Verein ist vor allem für seine Frauenfußballmannschaft und seine Bandyabteilung bekannt, die jeweils erstklassig spielten. Die Männerfußballmannschaft trat in insgesamt 22 Spielzeiten in der zweiten Liga an.

## Geschichte
Sundbybergs IK wurde am 9. April 1893 gegründet und war zunächst als Verein für Gymnastik und Leichtathletik gedacht. 1904 bildete sich beim Verein die Fußballabteilung, vier Jahre später entstand die Bandyabteilung. Die Handballmannschaft wurde 1943, im fünfzigsten Jahr des Bestehens, gegründet und ein Jahr später entstand die Eishockeyabteilung des Klubs. 1963 wurde die Bowlingabteilung gegründet.

### Fußball

#### Männerfußball
1924 gehörte Sundbybergs IK zu den Gründungsmitgliedern der Division 2, der zweithöchsten Spielklasse in Schweden. Mit drei Punkten Rückstand auf Westermalms IF wurde die Mannschaft Vizemeister und verpasste somit den Aufstieg. Auch in der folgenden Spielzeit belegte man den zweiten Platz hinter dem Klub aus Stockholm. Nach einem vierten Platz 1927 gelang in der folgenden Spielzeit erneut die Vizemeisterschaft – auch im dritten Fall wurde Westermalms IF Meister der Zweitligastaffel.
1929/30 konnte die Mannschaft nur noch zwei Saisonsiege feiern und musste als Tabellenletzter zusammen mit Köpings IS in die Drittklassigkeit absteigen und manifestierte in den folgenden Jahren den Ruf als Fahrstuhlmannschaft zwischen dem zweiten und dritten Spielniveau. Der direkte Wiederaufstieg wurde als Vizemeister hinter Djurgårdens IF verpasst. 1933 gelang als Drittligameister die Rückkehr in die zweite Liga. Zwischen 1936 und 1939 wechselte die Mannschaft stetig zwischen der zweiten und dritten Liga, ehe 1939 der direkte Wiederaufstieg als Tabellendritter verpasst wurde und die Mannschaft erst 1940 in die zweite Liga zurückkehren konnte. Dort kämpfte die Mannschaft gegen den Abstieg, der 1943, als die Mannschaft ohne Saisonsieg blieb, nicht mehr vermieden werden konnte.
In der dritten Liga gelangen 14 Saisonsiege und die Mannschaft von Sundbybergs IK qualifizierte sich für die Aufstiegsspiele, in denen Hofors AIF der Gegner war. Nach einem 7:4-Auswärtssieg machte der Klub mit einem 3:2-Heimerfolg den Wiederaufstieg klar. 1946 musste die Mannschaft mit einem Punkt Rückstand auf Karlskoga IF jedoch erneut abstiegen und verpasste durch zwei Niederlagen gegen IF Verdandi in den Aufstiegsspielen der folgenden Spielzeit die direkte Rückkehr. Ein Jahr später wurde die Mannschaft Drittligameister vor BK Kenty und BK Derby und schaffte die erneute Rückkehr.
1949 wurde Sundbybergs IK Tabellendritter, in der folgenden Spielzeit wurde man dem Fahrstuhlmannschaftruf jedoch erneut gerecht und begleitete Reymersholms IK, der punktgleich ebenso drei Punkte Rückstand auf Sandvikens AIK aufwies, in die dritte Liga. Dort wurden die beiden Klubs zusammen mit BK Star in die vierte Liga durchgereicht. 1955 kehrte die Mannschaft in die Drittklassigkeit zurück.
In den folgenden Jahren konnte sich Sundbybergs IK in der dritten Liga etablieren. 1959 wurde mit einem Punkt Rückstand hinter Södertälje SK der zweite Platz belegt und ein Jahr später schaffte die Mannschaft als Drittligameister die Rückkehr in die zweite Liga. Dort wusste der Verein zu überraschen und wurde Dritter hinter Djurgårdens IF und IFK Stockholm. Auch in den folgenden Jahren wurde Plätze im vorderen Bereich belegt, erst gegen Ende der 1960er Jahre ging es wieder bergab. 1968 wurde man noch Siebter, ein Jahr später wurde die Spielzeit auf einem Abstiegsplatz beendet.
1976 stieg Sundbybergs IK erneut in die vierte Liga ab. 1984 wurde die Mannschaft dort Meister und kehrte in die Drittklassigkeit zurück. 1987 holte die Mannschaft nur zwölf Punkte und stieg als Tabellenletzter erneut in die vierte Liga ab, wo erneut ein Abstiegsplatz belegt wurde und der Klub damit in die Fünftklassigkeit durchgereicht wurde. 1997 stieg die Mannschaft in die sechste Liga ab, schaffte jedoch den sofortigen Wiederaufstieg. Als Vizemeister hinter Essinge IK verpasste man den Durchmarsch in die vierte Liga. Ein Jahr später setzte sich die Mannschaft ohne Niederlage in den Aufstiegsspielen durch und war wieder viertklassig. 2002 stieg man jedoch wieder ab und entging im folgenden Jahr nur dank des besseren Torverhältnisses dem Durchmarsch in die sechste Liga.
Ende 2005 fiel die Mannschaft einer Ligareform im schwedischen Fußball zum Opfer und kam in die sechste Liga. Dort wurden bisher Plätze im Mittelfeld der Tabelle belegt.

#### Frauenfußball
Die Frauenfußballmannschaft von Sundbybergs IK gewann 1999 die Meisterschaft der Division 1 und stieg damit in die Damallsvenskan auf. 15 Punkte waren am Saisonende im schwedischen Oberhaus jedoch zu wenig, man wies drei Punkte Rückstand auf den von BK Kenty belegten letzten Nichtabstiegsplatz auf. Nach der Spielzeit 2001 musste sich die Mannschaft aufgrund eines Mangels an Spielerinnen vom Spielbetrieb abmelden. In der folgenden Spielzeit wurde die Mannschaft mit Nachwuchsspielerinnen neu gegründet.

### Bandy
Die 1908 gegründete Bandymannschaft spielte drei Spielzeiten in der ersten Liga. In den ersten beiden Spielzeiten, 1948 und 1951, blieb die Mannschaft ohne Saisonsieg und stieg abgeschlagen als Tabellenletzter direkt wieder ab. In der dritten Spielzeit im Jahr 1953 gelang der erste – und bisher einzige – Sieg im Oberhaus. Daher belegte auch in dieser Spielzeit die Mannschaft nur den letzten Platz.

### Eishockey
Die Eishockeyabteilung des Vereins nahm in den 1940er und 1950er Jahren mehrfach an der damals noch im Pokal-Modus ausgetragenen schwedischen Meisterschaft teil.